# 極魔界村
『極魔界村』（ごくまかいむら、英: Ultimate Ghosts'n Goblins）は、2006年8月3日にカプコンから発売されたPlayStation Portable用ゲームソフト。1年後の2007年8月2日には価格を引き下げ、旧作同様の周回性のゲームスタイルに再調整したモードを個別に追加搭載した『極魔界村 改』（ごくまかいむら かい）が発売された。

## 概要
カプコンの看板アクションゲーム『魔界村』シリーズの第4作。シリーズ生みの親である藤原得郎がディレクターを担当している。1991年にスーパーファミコン向けにリリースされた『超魔界村』から数えて15年振りとなる完全新作であり、グラフィックやサウンドは大幅に強化されている。また、従来のオーソドックスな2ダメージ制・2周制のシステムに代わり、その場での復活や鎧の耐久値を持たせたモード、武器や鎧、盾の増加、探索要素の採用など新たな試みも取り入れられている。

## ストーリー
動き出した強大な暗黒の力によって、魔界は甦り、かつてない強大なものになろうとしていた。そしてその力は、アーサーに倒された大魔王をも復活させてしまう。大魔王は人間王家の血筋に魔界の血を流し込み、人間界を征服する野望を実現しようと、王家のプリンセスを捕らえる。救出のためにアーサーは魔界への入り口となる森へ向かった。

## システム
上撃ち・下撃ちや二段ジャンプに加えて、ぶら下がりやダッシュ移動など、多彩なアクションが可能になった。また、武器や魔法、鎧の種類も増えたほか、しゃがむことで一部の攻撃を防御できる様になる盾も導入された。
武器や魔法も仕様が変更された。武器は「POW」というアイテムを取ることで威力や連射性、射程が上がる。魔法は各ステージに隠されている魔力水晶を手に入れることで使用可能になり、共通の魔力ゲージを消費して発動する。また、鎧に応じて魔力Lvが上昇し、魔力がより強力となる。
最大の変更点はゲーム性その物の変化である。今作は一本道のアクションゲームではなく、以前に行ったステージに戻り、何度もステージを攻略できる内容になっている。隠された33個の「光のリング」を全て集めることで初めてラストボスとの戦闘が可能になる、各ステージに点在している材料を魔女に渡すと特殊アイテムが入手できる、など探索要素を強く打ち出した内容となっている。

## ゲームモード
本作では、3種類のゲームモードが用意されている。
オリジナルモード
基本のモード。鎧に耐久力が設定されている、ミスした場合もその場で復活できるなど、従来とは異なる仕様になっている。
ビギナーモード
初心者用に、以下の様な調整が加えられたモード。
- 一部のトラップが作動しなくなる。
- 敵から攻撃を受けても吹っ飛ばなくなる。
- ミスした際に、武器がパワーアップした状態で復活できる。

アーケードモード
上級者用に、以下の様な調整が加えられたモード。
- 従来通り、敵の攻撃を受けると鎧が一撃で剥がされる。
- ミスした場合、ステージの最初からやり直しとなる。また、そのステージで取得したアイテムも再び集め直す必要がある。

## 武器
ヤリ
初期装備。水平に飛んでいくオーソドックスな武器。
大ヤリ
敵を貫通しながら水平に飛んでいく巨大なヤリ。威力は高いが、連射はできない（パワーアップすると2連射可能）。
短剣
水平に飛んでいく短剣。威力は低いが、連射が利くので扱いやすい。
火炎瓶
放物線を描いて飛ぶ瓶。地面に着弾すると燃え上がる。
火薬玉
敵に着弾するか、地形を一定時間転がると爆発する玉。火炎瓶とほぼ同性能。
鎌ブーメラン
水平に飛んでから、ブーメランの様にアーサーの元へ戻ってくる鎌。アイテムを引き寄せることも可能。
スワローブレード
敵を追尾して飛ぶ武器。連射ができず威力も低いが、パワーアップさせることでこれらの弱点は解消される。
棘のムチ
棘の付いた茨のムチを振るう。鎌ブーメラン同様、アイテムを引き寄せることができる。威力は高いが、射程は短い。
電撃のムチ
電撃を纏ったムチを振るう。棘のムチと同性能だが、威力は全ての武器の中でトップクラス。
散弾クロスボウ
複数の矢を多方向へ放つ武器。威力は低いが、パワーアップさせることで非常に広範囲の敵を攻撃できるようになる。
火矢クロスボウ
火の付いた矢を水平に放つ武器。射程はあまり長くない。
電撃クロスボウ
電撃を纏った矢を水平に放つ武器。敵を貫通する上に、威力や射程、連射性も優れている。

## 魔力
爆発の魔力 - 消費魔力：4
アーサーを中心に爆発を起こし、広範囲を攻撃する。レベルアップすると威力が上昇し、攻撃範囲が広がる。
火炎の魔力 - 消費魔力：5
前方に火炎を放つ。火炎は敵や地形を貫通し、連続ヒットする。レベルアップすると威力が上昇し、炎が太くなる。
無敵の魔力 - 消費魔力：10
敵の攻撃を防ぐバリアを発生させる。バリアは敵に当てて攻撃にも利用できる。レベルアップすると、バリアの数が増える。
時の魔力 - 消費魔力：6
時を操り、敵や一部トラップのスピードを遅くする。レベルアップすると効果時間が伸び、レベルが最大になると完全に時を止める。
封印解除の魔力 - 消費魔力：8
封印の施された扉を開けることができる。
『改』では消去され、魔力が無くても封印された扉を開けることが可能。
カマイタチの魔力 - 消費魔力：2
自らをカマイタチにし、空を飛ぶ。敵に体当たりも可能だが、その度に魔力を消費していく。
石化の魔力 - 消費魔力：3
敵を石にし、足場として利用可能になる。また、墓石などの石化状態を解除し、隠されたアイテムを入手できる。
パワーアップの魔力 - 消費魔力：10
武器をパワーアップさせる。
発見の魔力 - 消費魔力：2
隠された宝箱を探し当てる。
波動の魔力 - 消費魔力：3
巨大な波動を放つ。波動は敵を貫通し、敵の攻撃や一部トラップをかき消す。レベルアップすると威力が上昇し、波動が大きくなる。
『改』ではこの魔力を装備していないと2周目の最終ボスと戦うことが出来ない。

## アイテム

### 鎧
騎士の鎧 - 耐久力：2 魔力Lv：1
初期装備。
勇者の鎧 - 耐久力：1 魔力Lv：2
騎士の鎧を装備した状態で、鎧アイテムを入手すると装備。ダメージを受けると、騎士の鎧になる。
覇王の鎧 - 耐久力：1 魔力Lv：3
勇者の鎧を装備した状態で、鎧アイテムを入手すると装備。ダメージを受けると、勇者の鎧になる。
魔の鎧（正） - 耐久力：2 魔力Lv：2
魔の鎧を得た時にランダムで装備。魔力消費量が半分になり（改では魔法のチャージ速度上昇）、移動も常にダッシュ状態となる。『改』ではジャンプの飛距離も大きくなる。
魔の鎧（負） - 耐久力：4 魔力Lv：1
魔の鎧を得た時にランダムで装備。耐久力は高いが、魔力消費量が二倍になり（改では魔力使用不可）、移動速度が遅くなる。
『改』ではジャンプの飛距離も短くなる上、鎧の耐久力の概念そのものがなくなったため、ほぼ騎士の鎧の劣化で、機動面だけなら裸の方がマシになる。
暗黒の鎧 - 耐久力：4 魔力Lv：使用不可
魔力と盾が使えなくなるが、武器が常にパワーアップ状態となる。
堕天使の鎧 - 耐久力：2 魔力Lv：2
常に飛行が可能になる。「堕天使の羽」を入手していないと装備できない（『改』では最初から装備可能）。
永遠に飛べる関係上、この鎧より機動面が上の物は存在しない。

### 盾
ひび割れた盾 - 耐久力：2

騎士の盾 - 耐久力：4

覇王の盾 - 耐久力：8

魔人の盾 - 耐久力：2 - 4（ランダム）
攻撃を防御すると、魔力が回復する。
飛竜の盾 - 耐久力：4
一定時間飛行が可能になる。
無限の盾 - 耐久力：無限
攻撃を防御すると、魔力が回復する。
『改』では敵の体当たりも防御できるが、体当たりを防御すると種類・耐久力に関わらず盾は一撃で破壊される。

### その他
跳ね馬のブーツ
二段ジャンプが可能になる。また、二周目にもう一足入手でき、最終的に三段ジャンプが可能になる。
堕天使の羽
「堕天使の鎧」が装備可能になる。
騎士の魂
敵から受けるダメージが半分になる。ただし、アーケードモードでは無効。
駿馬の魂
移動速度が上昇する。二周目限定アイテム。
魔力のペンダント
魔力消費量が半分になる（魔の鎧（正）の効果とは重複しない）。
『改』では魔力のチャージ速度が上昇する。さらにもう一つ入手すると、魔力Lvが常に3となる（二つ入手しても魔天のペンダントへ変化はしない）。
魔天のペンダント
魔力のペンダントを二つ入手すると変化。魔力消費量が半分になり、また魔力Lvが常に3となる。
ワープスピア
各ステージを行き来可能になるアイテム。使用すると魔力を10消費する（魔の鎧（正）を装備している、またはペンダントがある場合は5）。
POW
武器をパワーアップさせるアイテム。威力を上げる赤、連射性や射程を上げる青の二種類がある。
光のリング
1周目と2周目の最期のボスの部屋の封印を解くのに必要なアイテム。『改』では後述の通り。
妖樹の葉、人喰い花の葉、呪い草の葉
赤バラの魔女が実験材料に欲するアイテム。
黄泉ガエルの血、不老ドリの血、黄金ヤギの血
黄バラの魔女が実験材料に欲するアイテム。
百年ヘビの脱穀、一角牛の骨、八つ目魚の目
青バラの魔女が実験材料に欲するアイテム。
『改』ではゲーム性の変化に伴い、魔力のペンダントとPOW、光のリング以外のアイテムは消去されている。

## コマーシャル
前作『超魔界村』から約15年振りの完全新作とあって、コマーシャルの作りも凝っており、「アーサーの決意」というバイラルCMとして配信されていた。内容としては、約15年前の戦い以来すっかり現役から退いて、日本で平和な暮らしをしていたアーサーのインタビュー形式で進められる。クリエイティブディレクターはイシイノブユキ、監督はCMディレクターの松原つよし、アーサー役は俳優の黒田アーサーが務めた。
アーサーは前回の戦いの折、多額の報奨をもらっており、それにより悠々自適な隠居生活を送っていた。しかし新聞記事でプリンセスが再びさらわれたことを知り、再び魔界村へ赴くべく15年のブランクを取り戻すためトレーニングに励み復活を遂げ、埃をかぶっていた鎧を身にまとい、再び魔界村へ赴く、という内容であった。この鎧は段ボール製の簡素なもので、「アーサーの鎧は弱い」というイメージ通り洒落の効いたものとなっている。
バイラルCMとして配信された他、CM専用サイトでも公開されていた（現在公開は終了している）。

## 改での変更点
『改』ではオリジナルの『極魔界村』に加えて、旧作に近い仕様へと調整が施されたモードが搭載されている。
- 従来のように2周制となり、探索要素は補助的なものへと仕様変更。
- 敵の出現位置や耐久力を再調整。
- 鎧（特に魔の鎧）と盾の性能を変更。
- 魔力の発動方法を従来のようにタメで発動に変更。タメの速度は魔力によって変わる。
- コンティニューは回数制。「光のリング」は3個獲得でコンティニュー回数が増える仕様に変更。
- 2段ジャンプが最初から使用可能、ダッシュを削除など、アーサー自体の性能も変更。
- 一部魔力やアイテムの消去。